# Venturi Atlantique
Venturi Atlantique – samochód sportowy produkowany przez monakijskie przedsiębiorstwo branży motoryzacyjnej Venturi, produkowany w latach 1995−2001. Wyposażony był on w nadwozie typu coupé. Samochód był napędzany przez silnik V6 o pojemności 3,0 l. 

## Dane techniczne
- Silnik: V6 3,0 l (2975 cm³)[1]
- Układ zasilania: b.d.
- Średnica × skok tłoka: b.d.
- Stopień sprężania: b.d.
- Moc maksymalna: 310 KM (228 kW)[1]
- Maksymalny moment obrotowy: b.d.
- Prędkość maksymalna: b.d.